# Seicheles nos Jogos Olímpicos de Verão de 2008
Seicheles enviou uma equipe aos Jogos Olímpicos de Verão de 2008 em Pequim, na China. O país estreou nos Jogos em 1980 e em Pequim fez sua 7ª apresentação.

## Desempenho

### Atletismo
Masculino
| Atleta        | Evento     | Preliminares | Preliminares | Quartas     | Quartas     | Semifinal   | Semifinal   | Final       | Final       |
| Atleta        | Evento     | Marca        | Posição      | Marca       | Posição     | Marca       | Posição     | Marca       | Posição     |
| ------------- | ---------- | ------------ | ------------ | ----------- | ----------- | ----------- | ----------- | ----------- | ----------- |
| Danny D'Souza | 100 metros | 11s00        | 62º          | Não avançou | Não avançou | Não avançou | Não avançou | Não avançou | Não avançou |

Feminino
| Atleta                | Evento               | Preliminares | Preliminares | Final       | Final       |
| Atleta                | Evento               | Marca        | Posição      | Marca       | Posição     |
| --------------------- | -------------------- | ------------ | ------------ | ----------- | ----------- |
| Lindy Leveau-Agricole | Arremesso de martelo | 56,32m       | 29º          | Não avançou | Não avançou |

### Badminton
Misto
| Atleta                          | Evento        | Fase de 64             | Fase de 32             | Fase de 16                                           | Quartas                | Semifinais             | Final                  | Final       |
| Atleta                          | Evento        | Adversário e resultado | Adversário e resultado | Adversário e resultado                               | Adversário e resultado | Adversário e resultado | Adversário e resultado | Posição     |
| ------------------------------- | ------------- | ---------------------- | ---------------------- | ---------------------------------------------------- | ---------------------- | ---------------------- | ---------------------- | ----------- |
| Georgie Cupidon Juliette Ah-Wan | Duplas mistas |                        |                        | POL R. Mateusiak - N. Kostiuczyk D 0-2 (8-21; 19-21) | Não avançou            | Não avançou            | Não avançou            | Não avançou |

### Canoagem de velocidade
Masculino
| Atleta       | Evento    | Preliminar | Preliminar | Semifinais  | Semifinais  | Final       | Final       |
| Atleta       | Evento    | Tempo      | Posição    | Tempo       | Posição     | Tempo       | Posição     |
| ------------ | --------- | ---------- | ---------- | ----------- | ----------- | ----------- | ----------- |
| Tony Lespoir | K-1 500m  | 1m53s248   | 27º        | Não avançou | Não avançou | Não avançou | Não avançou |
| Tony Lespoir | K-1 1000m | 4m05s890   | 23º        | Não avançou | Não avançou | Não avançou | Não avançou |

### Halterofilismo
Masculino
| Atleta         | Evento | Arranque (kg) | Arremesso (kg) | Total (kg) | Posição |
| -------------- | ------ | ------------- | -------------- | ---------- | ------- |
| Terrence Dixie | -85kg  | 115,0         | 140,0          | 255,0      | 16º     |

### Natação
Masculino
| Atleta(s)             | Evento    | Eliminatórias | Eliminatórias | Semifinal   | Semifinal   | Final       | Final       |
| Atleta(s)             | Evento    | Tempo         | Posição       | Tempo       | Posição     | Tempo       | Posição     |
| --------------------- | --------- | ------------- | ------------- | ----------- | ----------- | ----------- | ----------- |
| Dwayne Benjamin Didon | 50m livre | 28s95         | 84º           | Não avançou | Não avançou | Não avançou | Não avançou |

Feminino
| Atleta(s)     | Evento     | Eliminatórias | Eliminatórias | Semifinal   | Semifinal   | Final       | Final       |
| Atleta(s)     | Evento     | Tempo         | Posição       | Tempo       | Posição     | Tempo       | Posição     |
| ------------- | ---------- | ------------- | ------------- | ----------- | ----------- | ----------- | ----------- |
| Shrone Austin | 400m livre | 4m35s86       | 41º           | Não avançou | Não avançou | Não avançou | Não avançou |
| Shrone Austin | 400m peito | 1m19s02       | 43º           | Não avançou | Não avançou | Não avançou | Não avançou |

### Vela
Masculino
| Atleta      | Evento | Regata | Regata | Regata | Regata | Regata | Regata | Regata | Regata | Regata | Regata | Regata  | Pontos | Posição |
| Atleta      | Evento | 1      | 2      | 3      | 4      | 5      | 6      | 7      | 8      | 9      | 10     | M       | Pontos | Posição |
| ----------- | ------ | ------ | ------ | ------ | ------ | ------ | ------ | ------ | ------ | ------ | ------ | ------- | ------ | ------- |
| Allan Julie | Laser  | 33     | 37     | 13     | 33     | 27     | 16     | 21     | 30     | 30     |        | Não av. | 203    | 32º     |

| M   | Regata da Medalha da qual só participam os dez primeiros colocados das regatas anteriores  |  |  | CAN | Regata cancelada |
| BFD | Desclassificado por bandeira preta (Black Flag Disqualified)                               |  |  |     |                  |
| UFD | Desclassificado por bandeira "U" (U Flag Disqualified)                                     |  |  |     |                  |
| OCS | Largada queimada (On the Course Side of the starting line)                                 |  |  |     |                  |
| DNE | Desclassificação sem eliminação (infração a um item do regulamento da prova – Did Not End) |  |  |     |                  |